# Станіславська улоговина
Станиславі́вська (Станіславська) улого́вина — улоговина тектонічного походження на Передкарпатті, розташована між р. Солотвинською Бистрицею на північному заході і Вороною (яка відокремлює Станиславівську улоговину від Покутської височини) на північному сході; посередині Станиславівську улоговину перетинає р. Надвірнянська Бистриця. Становить рівнину, сформовану з потужної товщі алювіальних осадів. Площа — понад 600 км². 

## Опис
Станіславська улоговина чітко окреслена навколишніми височинами та облямована долинами річок Бистриці Надвірнянської і Ворони, які досить рельєфно виділяють її. Плоска поверхня улоговини підвищується в бік Карпат, у цьому ж напрямку збільшується і її розчленованість. Найменші абсолютні висоти (250 м) спостерігаються на півночі, при злитті Бистриці Надвірнянської з Вороною. 
При просуванні на південь місцевість поступово підіймається. 300-метрова ізогіпса проходить по лінії Лисець — Отинія. Висоти від 300 до 400 метрів займають порівняно вузьку смугу. Дно Станіславської улоговини порізане мережею річок, які течуть на північний схід. Їхні русла здебільшого прямолінійні, заповнені гальковими відкладами. На південний схід від Станілавської улоговини, між басейном Бистриці і долиною Пруту, лежить Хоросненська (Прутсько-Бистрицька) височина з абсолютними висотами понад 400—450 м. Найвищою точкою є г. Гостра (425 м).

### Ґрунти
Ґрунти дерновоглейові і болотяно-лучні.

### Розораність
Розораність до 60%, ліс становить ледве 5%.

## Населення
Густо заселена — 280 меш. на 1 км²; без м. Станиславова (з 1962 — Івано-Франківськ) — 110.